# Henrik von Thurn
Henrik von Thurn, född 1628, död 20 augusti 1656 i Riga, var en tysk-svensk greve, militär och svenskt riksråd.

## Biografi
Henrik von Thurn var son till Frans Bernhard von Thurn och hans hustru Magdalena von Hardeck. Han deltog i trettioåriga kriget, var 1646 kompanichef vid hertigen av Söderborgs regemente, och var 1648 överste. 1649 utnämndes han till guvernör i Riga, blev 1651 generalmajor och 1653 guvernör i Estland, en befattning han hade till 1655. 1653 kallades von Thurn till att bli svenskt riksråd, och i juli 1656 tog han befälet över de svenska trupperna i Livland och ledde inför den ryska övermakten och under svåra härjningar återtåget till det befästa Riga. Här stupade han under en skärmytsling med ryssarna. Thurn uppvaktade 1645 som friare Per Brahe den yngres dotter Elsa Beata, men förbindelsen bröts, sedan han samma år blivit inblandad i ett slagsmål, där hans motpart dödades. I stället gifte han sig 1648 med markgrevinnan Johanna Margareta af Baden-Hochberg. Äktenskapet var dock barnlöst.